# Caça com armadilha

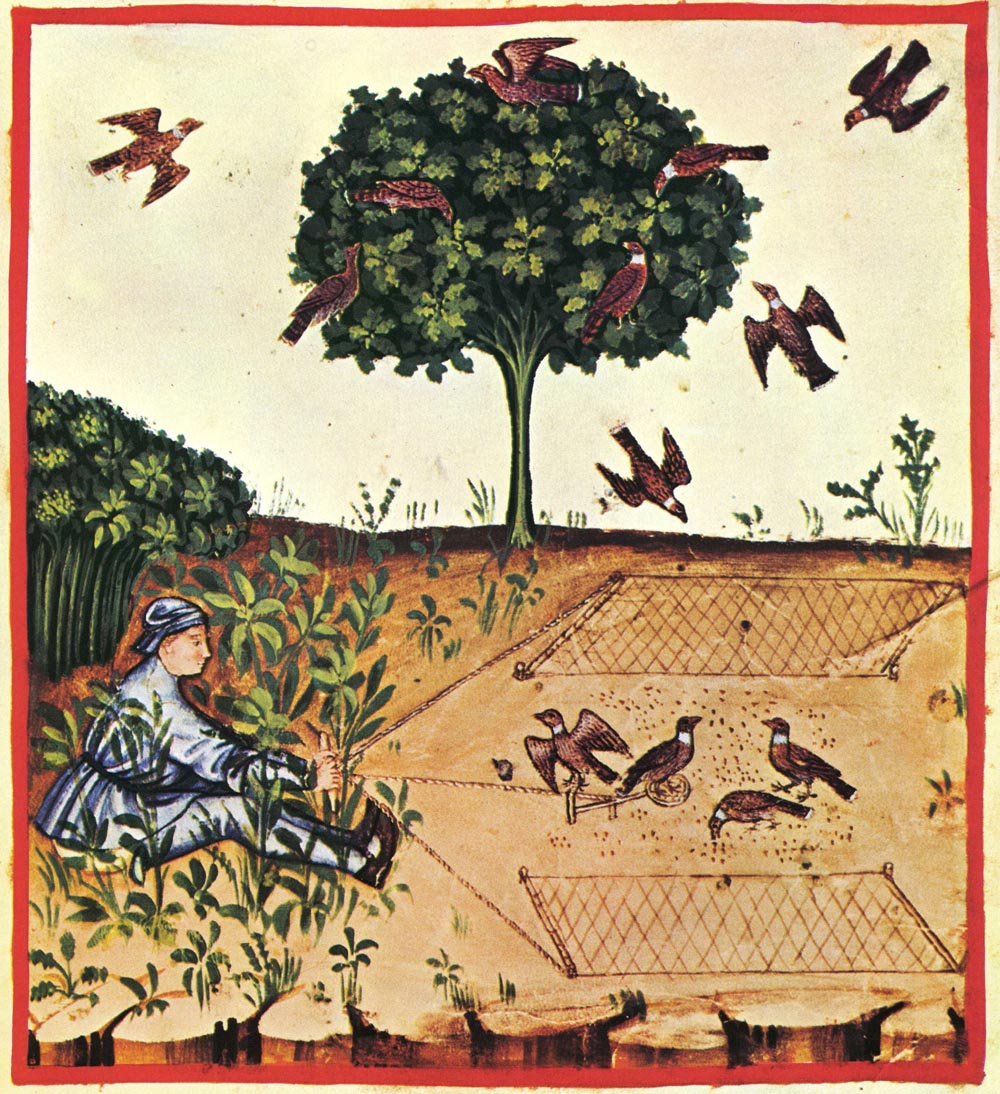
Armadilhas com redes para a captura de pássaros. Ilustração do Tacuinum sanitatis do século XIV.

A captura ou caça com armadilha de animais ("trapping" em inglês), é a atividade que usa algum tipo de armadilha para capturar um animal remotamente. Os animais podem ser presos para uma variedade de propósitos, incluindo alimentação, comércio de pele, caça, controle de pragas e manejo de fauna silvestre entre outros.

## Histórico

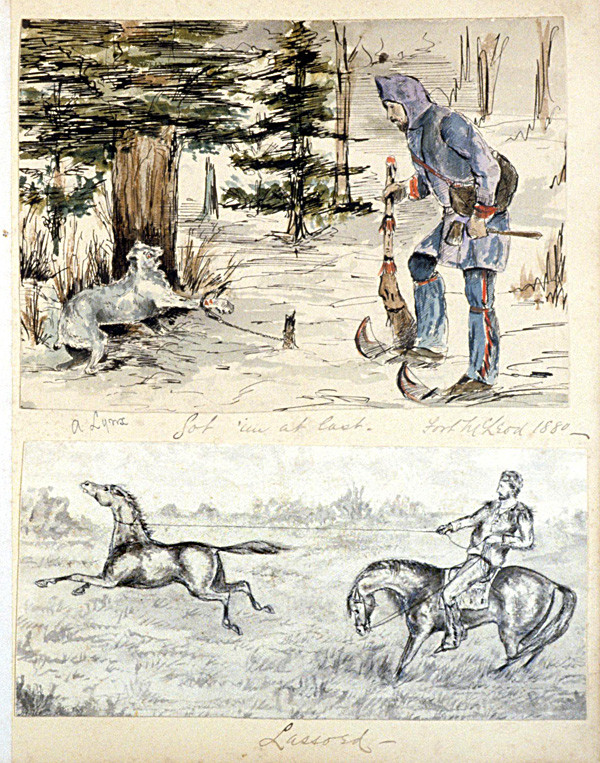
Esboços sobre a vida no território da Hudson's Bay Company, 1880.

Caçadores neolíticos, incluindo os membros da cultura Cucuteni-Trypillian da Romênia e da Ucrânia (c. 5500–2750 aC), usaram armadilhas para capturar suas presas. Uma das primeiras menções por escrito é uma passagem do livro autointitulado do filósofo taoísta Zhuangzi, que descreve os métodos chineses usados para capturar animais durante o Século IV a.C. O Zhuangzi diz: "A raposa de pêlo liso e o leopardo-malhado ... parecem não conseguir escapar do desastre das redes e armadilhas".
Armadilhas "modernas" com mandíbulas de aço foram descritas pela primeira vez em fontes no ocidente já no final do século XVI. A primeira menção vem do livro de Leonard Mascall sobre "armadilhagem" de animais. Ele diz: "um trapé de garras feito todo de yrne, a barra mais baixa e o anel ou argola com dois clickets." [sic] A ratoeira, com um dispositivo de mola forte montado em uma base de madeira, foi patenteada pela primeira vez por William C. Hooker de Abingdon, Illinois, em 1894.
Os nativos americanos capturavam animais com fossos, alçapões e outras armadilhas. A caça com armadilha foi generalizada nos primeiros dias dos assentamentos norte-americanos, e empresas como a "Canadian fur brigade" (comboios de canoas transportando peles e outros bens) foram estabelecidas. No século XVIII, os ferreiros construíam manualmente armadilhas para as patas e, em meados do século XIX, estabeleceram-se empresas de fabricação de armadilhas e esticadores de pele.

## Capturas indesejadas

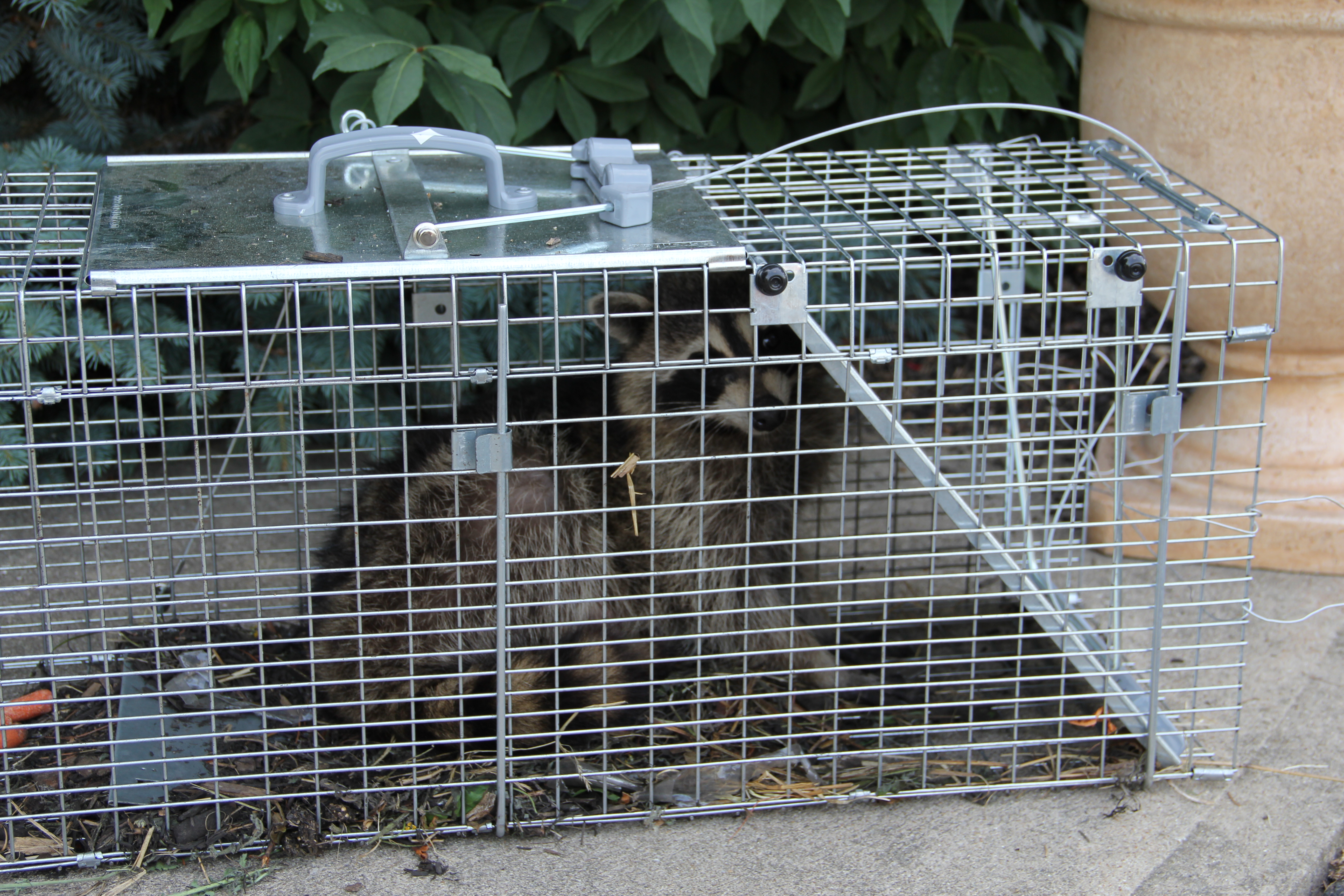
Um guaxinim preso em armadilha de alçapão.

Os caçadores podem empregar uma variedade de dispositivos e estratégias para evitar capturas indesejadas. Idealmente, se um animal não-alvo (como um gato doméstico ou cachorro) for pego em uma armadilha não letal, ele pode ser solto sem danos. Uma escolha cuidadosa do conjunto e da isca pode ajudar a capturar os animais-alvo, evitando animais não-alvo. Embora os caçadores nem sempre garantam que animais indesejados não sejam capturados, eles podem tomar precauções para evitar capturas indesejadas ou libertá-los ilesos.
A captura de animais não-alvo pode ser minimizada usando métodos que excluem animais maiores ou menores do que o animal-alvo. Por exemplo, as paradas de cervos são projetadas para evitar que os cervos ou o gado sejam pegos pelas patas; eles são exigidos em algumas partes dos EUA. Outras precauções incluem a fixação de armadilhas em alturas, diâmetros e locais específicos. Em um estudo com raposas no Reino Unido, pesquisadores estavam capturando lebres marrons involuntariamente com a mesma frequência que as raposas pretendidas, até que aprimoraram seus métodos, usando arames maiores com paradas de coelho para eliminar a captura indesejada das lebres marrons.

## Controvérsia

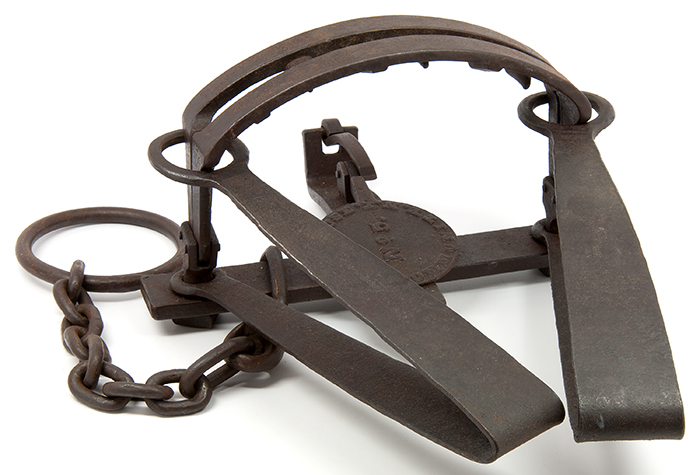
Uma armadilha para ursos que pode ferir e/ou matar outros animais ou até pessoas.

Qualquer tipo de armadilha - seja por mandíbula, laço , alçapão ou outro tipo, pode efetuar uma captura indesejada. Tanto animais de espécies ameaçadas quanto os domésticos foram feridos ou mortos por armadilhas armadas ilegalmente. Por exemplo, em dezembro de 2012, um cão Golden Retriever foi morto ao caminhar com seu dono em uma trilha na floresta de Auburn, New Hampshire. O cão ficou preso em uma armadilha "conibear" (ratoeira grande) colocada ilegalmente e foi sufocado, apesar das melhores tentativas de seu dono para libertá-lo. Foi estimado pelo Wildlife Services, um ramo do Departamento de Agricultura dos Estados Unidos, que na última década, centenas de animais de estimação foram mortos por armadilhas corporais, e que a própria agência matou milhares de animais não alvo em vários estados, de cães de estimação a espécies ameaçadas de extinção. O número de animais não-alvo mortos fez com que as organizações nacionais e regionais de proteção aos animais, como a Humane Society of the United States, a American Society for the Prevention of Cruelty to Animals, a Massachusetts Society for the Prevention of Cruelty to Animals, e outras continuassem a fazer lobby por controles mais rígidos sobre o uso dessas armadilhas nos Estados Unidos.
A armadilha pode causar estresse, dor ou mesmo, em alguns casos, a morte do animal, dependendo do tipo de armadilha. Armadilhas que funcionam agarrando membros podem ocasionalmente causar ferimentos nos membros, especialmente se usadas indevidamente, e o animal é deixado sem vigilância até que o caçador venha e pode morrer, por ex. de ferimentos, fome ou ataques de outros animais. Muitos estados empregam a regulamentação de que uma armadilha deve ser verificada pelo menos a cada 36 horas para minimizar os riscos aos animais.
A captura requer tempo, trabalho árduo e dinheiro, mas pode ser muito eficiente. A atividade de "trapping" tornou-se cara para o caçador e, nos tempos modernos, tornou-se controversa. Em parte para resolver essas preocupações, em 1996, a "Association of Fish and Wildlife Agencies", uma organização composta por profissionais de agências estaduais e federais de peixes e animais selvagens, começou a testar armadilhas e compilar recomendações "para melhorar e modernizar a tecnologia de captura por meio de pesquisa científica" conhecido como "Best Management Practices". Em fevereiro de 2013, vinte recomendações de melhores práticas de manejo foram publicadas, cobrindo dezenove espécies de "furbearers" (animais objeto de caça por pele), comuns na América do Norte.